# Banque cantonale de Zoug
La Banque cantonale de Zoug (ZugerKB) est une banque cantonale suisse dont le siège social est à Zoug.